# Zračna vreča
Zračne vreče so prostori znotraj organizma, kjer je stalno prisoten zrak. Med živečimi živalmi so ptiči tisti, ki posedujejo največ zračnih vreč (9–11), že njihovi dinozavrski predniki pa so pokazali velik dvig ravni pnevmatizacije (prisotnosti zraka) v kosteh. Zavrishiji teropodi (Theropoda), kot je denimo rod Aerosteon, so imeli poleg deloma votlih kosti tudi posebne zračne vreče, ki veljajo za primitivno različico dihalnih poti modernih ptic. Druga veja zavrishijev, zavropodi (Sauropoda), so dobro poznani po večjem številu zračnih žepkov v svojih kosteh (še posebej vretencih). Tovrstne žepe, namenjene shranjevanju zraka, je v večjem številu mogoče najti tudi pri nekaterih teropodih, kot je denimo Deinocheirus.

## Funkcija

### Zgodovinski pogled
Že od leta 1870 naprej so se paleontologi v glavnem strinjali, da so postkranialni skeleti (okostje brez lobanje) številnih dinozavrov vsebovali mnoge, z zrakom polnjene zračne votline. Še posebej veliko tovrstnih odprtin naj bi bilo v vretencih. Pnevmatizacija lobanje (kot so na primer razni sinusi) je bila pokazana tako pri sinapsidih kot tudi arhozavrih, medtem ko je postkranialno pnevmatizacijo (prisotnost z zrakom polnjenih votlin v okostju brez lobanje) mogoče najti le pri ptičih in drugih zavrishijih ter pterozavrih.
Dolgo časa so mislili, da je edina funkcija zračnih prostorov ekonomičnost, saj so živali na tak način precej lažje. Kasneje je ameriški paleontolog Bakker predlagal, da so zračni prostori povezani z zračnimi vrečami, podobnimi tistim od modernih ptičev, ki tem omogočajo najbolj učinkovit dihalni sistem vseh živali.
John Ruben in sodelavci so v več raziskavah nasprotovali splošno sprejetemu modelu in predlagali, da naj bi imeli dinozavri dihalni sistem, pri katerem bi zrak prihajal ven in noter (dvosmerni sistem), poganjal pa naj bi ga sistem hepatičnega bata, podobnega krokodiljemu. Mišice, ki naj bi bile v glavnem pritrjene na sramnico (os pubis), so po mnenju Rubena in drugih vlekle jetra nazaj, posledično so se pljuča razširila in sprejela zrak. Ob sprostitvi mišic naj bi se pljuča povrnila v začetno obliko in velikost, žival pa naj bi izdihnila. V sklopu teh študij je bilo predlagano tudi, da naj ptiči zaradi drugačnega dihalnega sistema in nekaterih drugih značilnosti, ne bi izvirali iz dinozavrov.

### Vloga zračnih vreč pri ptičih
Zračne vreče modernim ptičem omogočajo, da zrak po dihalnem sistemu teče le v eni smeri in na tak način ohranja večjo kvaliteto (nasičenost s kisikom je dlje časa visoka, oksigeniran zrak se ne meša z deoksigeniranim itd.). Po drugi strani je pri sesalcih tok zraka dvosmeren (premika se v obeh smereh po isti poti), kar pomeni, da do določene mere prihaja do mešanja oksigeniranega in deoksigeniranega zraka ter je izkoristek posledično manjši.
Zračne vreče imajo tanko steno in so slabo ožiljene, zato njihova vloga ni prevzem kisika iz zraka, ampak ustvarjanje nemotenega zračnega toka skozi respiratorni sistem. Vdihnjen zrak, ki je vstopil v nosnice in nato potoval preko sapnika in sapnic (bronhijev), ne prehaja naravnost v pljuča, ampak najprej vstopi v zadnje (abdominalne) zračne vreče. Ob izdihu zrak iz zadnjih zračnih vreč, ki se stisnejo, preide v pljuča. Ob ponovnem vdihu zrak potuje iz pljuč v različne tipe prednjih zračnih vreč, nakar isti zrak ob vnovičnem izdihu ptičje telo zapusti.

## Razvoj
Za razvoj zračnih vreč pri nekaterih taksonih dinozavrov so bile predlagane tri možne razlage:
- Povečanje dihalne kapacitete. Ta hipoteza je ena izmed bolj pogostih, hkrati sovpada z dejstvom, da so imeli mnogi dinozavri visoke presnovne zahteve.[15]
- Izboljšanje ravnotežja in vodljivosti z znižanjem točke težišča. Ta hipoteza ne pojasni, zakaj je prišlo do povečanja zračnih vreč pri štirinožnih zavropodih.[15]
- Kot mehanizem za ohlajanje. Zgleda, da so se pri pripadnikih klada Coelurosauria zračne vreče in perje pojavili ob približno istem času. Če so peresa omogočala zadrževanje dodatne toplote, so morali tako operjeni dinozavri odvečno toploto sprostiti na način, ki bi ga lahko predstavljale zračne vreče.[15]

Zračne vreče zavropodov, ki naj bi bile precej podobne ptičjim, podpirajo tudi izračuni različnih delov apatozavrovega (Apatosaurus) dihalnega sistema:
- Če predpostavimo, da tipični predstavnik zavropodov, apatozaver, ni imel trebušne prepone (kot tudi najbližji še živeči sorodniki izumrlih dinozavrov, ptiči in krokodili), bi v 30-tonskemu osebku zastajalo približno 184 litrov zraka (tako imenovan mrtvi prostor). Ta vrednost predstavlja skupno prostornino ust, sapnika in zračnih cevk. V primeru, da bi žival izdihnila manj kot 184 litrov, postan zrak ne bi zapustil telesa in bi ob naslednjem vdihu znova prešel v pljuča.[16]
- Približki apatozavrovega dihalnega volumna – prostornina zraka v posameznem vdihu ali izdihu med normalnim dihanjem – temeljijo na tipu dihalnega sistema, ki ga je imela žival: 904 litrov pri ptičjem sistemu, 225 pri sesalčjem sistemu in 19 pri plazilčjem sistemu.[16]

Iz izračunov je mogoče sklepati, da apatozaver ni mogel imeti plazilčjega dihalnega sistema, ker bi bil v takšnem primeru njegov dihalni volumen manjši kot mrtvi prostor; postan zrak ne bi zapuščal telesa in bi se znova vsrkaval v pljuča. Tudi sesalčji respiratorni sistem ne bi omogočal največje učinkovitosti; s tem sistemom bi apatozaver v vsakem vdihu pridobil zgolj 41 litrov (225 − 184 = 41) svežega, oksigeniranega zraka. Posledično je moral apatozaver imeti dihalni sistem, podoben ptičjemu (ali pa drug sistem, ki znanosti še ni poznan), ki so ga sestavljale številne zračne vreče, povezane s pljuči.